# Bank BPS Basket Kwidzyn
Bank BPS Basket Kwidzyn – polski klub koszykarski. W kwietniu 2007 roku awansował z I ligi do Dominet Bank Ekstraliga, najwyższej klasy rozgrywkowej w Polsce. W sierpniu 2009 zespół nie otrzymał licencji do gry w Ekstraklasie oraz I lidze z powodu braku przedstawienia gwarancji finansowych. Aktualnie drużyna gra na parkietach II ligi. Zespół MTS Basket Kwidzyn oficjalnie utworzony został w 1998 roku w Kwidzynie, lecz jego początki sięgają lat 40. XX wieku.

## Historia/Sukcesy
- 2004 – awans do 1 ligi (wykupienie dzikiej karty)
- 22 kwietnia 2007 – awans do ekstraklasy po wygranym półfinale 3:1 z Zastalem Zielona Góra
- 4-6 października 2007 – Bank BPS Basket Kwidzyn zagrał w Kasztelan Basketball Cup
- 10 października 2007 – Zmiana nazwy drużyny z MTS Basket Kwidzyn na Bank BPS Basket Kwidzyn oraz zmiana sponsora z Powiślański Bank Spółdzielczy na Bank Polskiej Spółdzielczości S.A.
- 13 lutego 2008 – pierwsza w historii wygrana z aktualnym Mistrzem Polski Prokomem Trefl Sopot 89:79
- 24 marca 2008 – trener zespołu Mariusz Karol zostaje zdymisjonowany z posady I trenera Banku BPS Basket Kwidzyn, a Włodzimierz Augustynowicz z posady II trenera zespołu po zarzutach sprzedania meczu ze SPEC Polonią Warszawa, który Bank BPS Basket Kwidzyn przegrał na swoim parkiecie 82:95. Nowym trenerem Banku BPS Basket Kwidzyn zostaje Jarosław Zyskowski.
- 24 czerwca 2008 – nowym trenerem Bank BPS Basket Kwidzyn zostaje Adam Prabucki
- 16 lipca 2008 – drugim trenerem Bank BPS Basket Kwidzyn zostaje Bartosz Perzanowski
- 10 listopada 2008 – po 8 przegranych na 9 odbytych spotkań, z posady I trenera zostaje usunięty Adam Prabucki, a jego zadania przejmują Bartosz Perzanowski i Dariusz Litwin do czasu zatrudnienia nowego trenera.
- 17 listopada 2008 – Nowym trenerem zostaje słoweniec Andriej Urlep były trener reprezentacji Polski,Śląska Wrocław i Anwilu Włocławek
- 31 stycznia 2009 – najwyższa dotychczasowa  wygrana klubu w ekstralidze z Victoria Górnik Wałbrzych 113:70
- 15 czerwca 2009 – Nowym trenerem zostaje 30-letni polak Paweł Mrozik ostatnio pracujący jako asystent w drużynie Valparaiso(NCAA1)

## Hala
Hala KCSiR

Adres:
82-500 Kwidzyn, ul. Mickiewicza 56 B

Liczba miejsc: 1500

## Opuścili zespół
| W 2007 roku zespół opuścili: - Dariusz Lewandowski - Aleksy Olszewski - Tomasz Milewski - Lewis Lofton - Jason Keep - Eric Ferguson - Ricky Johns - Nate James - Grzegorz Mordzak | W 2008 roku zespół opuścili: - Mike King - Wojciech Żurawski - Courtney Eldridge - Michael Ansley - Michael Hicks - Erick Barkley - Sani Ibrahim - Tomasz Andrzejewski - Hubert Mazur - Greg Davis - Marcin Malczyk - David Dixon Testów medycznych nie przeszli: - Jamaal Gibbons - Antonio Hudson - Brian Robinson | W 2009 roku zespół opuścili: - Paweł Mróz - Michael Kuebler - Vladimir Tica - Brian Lubeck - Chris Garner - Tony Weeden - Cliff Hawkins - Brandon Wallace - Radosław Hyży - Dariusz Puncewicz - Bartosz Potulski - Piotr Dąbrowski Wypożyczeni w sezonie 2007/08: - Krzysztof Mielnik - Tomasz Wilczewski - Marcin Kowalewski |

## Gracze klubu z doświadczeniem w NBA
- Chris Garner
- Michael Ansley
- Erick Barkley
- Brandon Wallace